# 相馬山上インターチェンジ
相馬山上インターチェンジ（そうまやまかみインターチェンジ）は、福島県相馬市山上にある東北中央自動車道（相馬福島道路）のインターチェンジである。なお、建設時の仮称は「相馬西IC」であった。
桑折JCT方面のみ出入り可能なハーフICである。

## 歴史
- 2017年（平成29年）3月26日 : 相馬山上IC - 相馬玉野IC間開通に伴い供用開始[1][2]。
- 2019年（令和元年）12月22日 : 相馬IC - 相馬山上IC間開通[3]。新しい出入り口は700メートルほど東側に設置された。

## 接続する道路
- 国道115号（中村街道）

## 料金所
無料区間のため設置されていない。

## 隣
E13 東北中央自動車道（相馬福島道路）
(23) 相馬IC/JCT - (1) 相馬山上IC - (2) 相馬玉野IC
当ICは相馬玉野IC方面のハーフインターチェンジのため、相馬IC方面への利用は不可。